# Acraea rathjensi
Acraea rathjensi är en fjärilsart som beskrevs av Le Doux 1933. Acraea rathjensi ingår i släktet Acraea och familjen praktfjärilar. Inga underarter finns listade i Catalogue of Life.